# Francis Cabrel

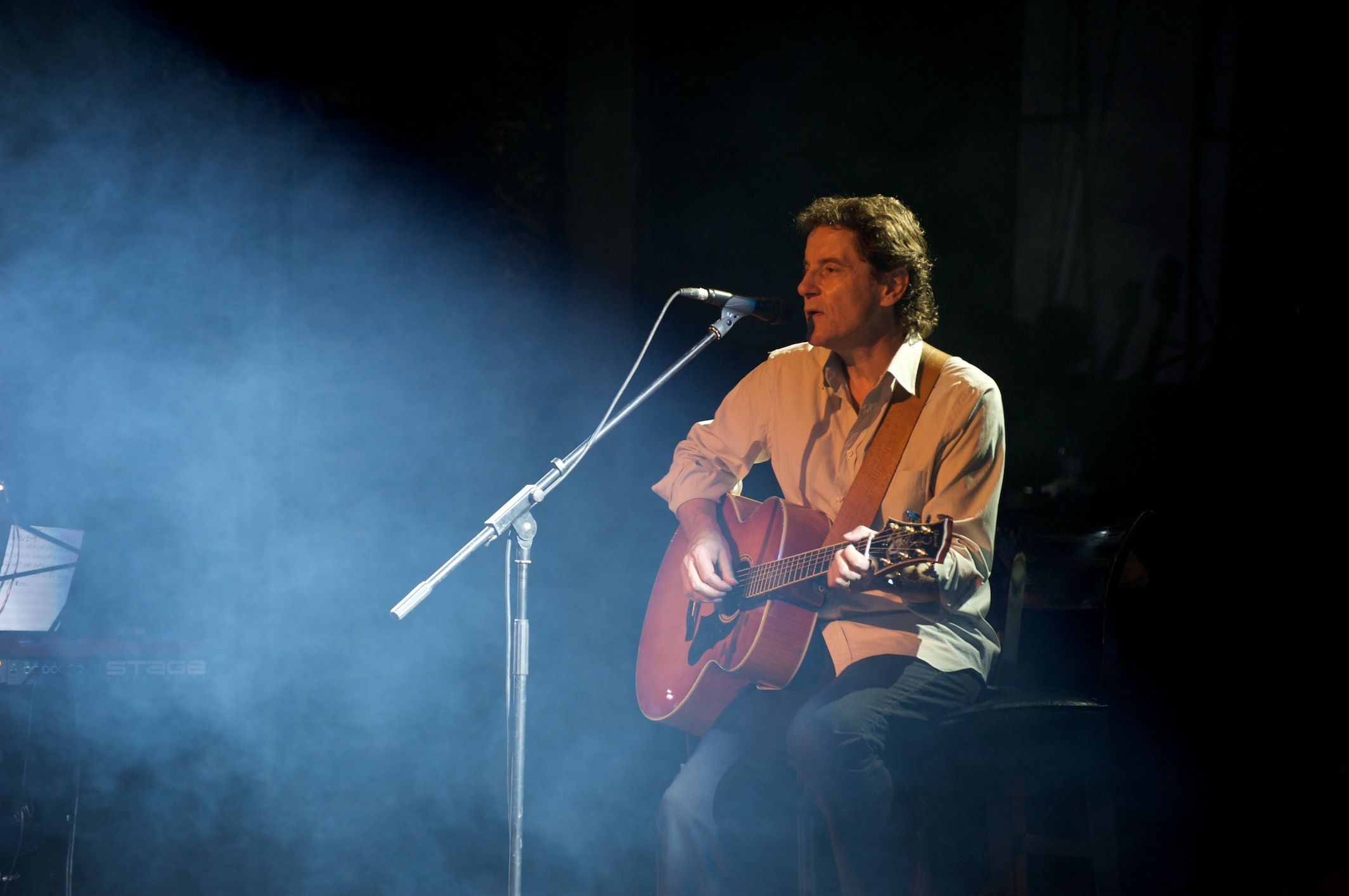
Francis Cabrel in Hanoi, 6. Oktober 2009

Francis Christian Cabrel (geboren am 23. November 1953 in Agen) ist ein französischer Chansonnier und Komponist.

## Leben
Cabrels Großvater, Prospero Cabrelli, wanderte mit seiner Ehefrau und seinen sechs Kindern in der Zwischenkriegszeit aus dem italienischen Friaul in die Gascogne ein. Cabrels Vater arbeitete in einer Keksfabrik, die Mutter war Kassiererin in einem Schnellrestaurant. Mit einer Schwester und einem Bruder verbrachte Francis seine Kindheit im Dorf Astaffort im Département Lot-et-Garonne.
Im Alter von 13 Jahren hörte er im Radio Bob Dylans Like a Rolling Stone und bekam zu Weihnachten von einem Onkel eine Gitarre geschenkt. Auf der spielte er Lieder von Dylan, Leonard Cohen und Neil Young; er lernte Englisch und übersetzte deren Texte ins Französische. Die Gitarre spielt seither in seinen Liedern fast immer eine tragende Rolle. Mit 17 Jahren gründete er erste Folk-Rock-Gruppen, die aber nur kurz Bestand hatten. Wegen häufigen Fehlens wurde er aus der Abiturklasse des Lycée Bernard-Palissy in Agen verwiesen und fand Arbeit in einem Schuhgeschäft. Mit der Gruppe Ray Frank et les Jazzmen, die sich später Les Gaulois nannte, trat er bei Tanzbällen in seiner Heimatgegend auf. Er pflegte ein Hippie-Image mit Bart und langem Haar.
Im Juni 1974 nahm Cabrel als einer von 400 Kandidaten in Toulouse an einem Talentwettbewerb von Sud Radio teil. Mit seinem Lied Petite Marie, das er seiner Frau Mariette widmete, gewann er den ersten Preis. Daraufhin erhielt er bei CBS einen Schallplattenvertrag. Aus seiner ersten Langspielplatte, Les murs de poussière, wurde das Lied Ma ville als Single ausgekoppelt. Als Voract des Sängers Dave spielte er im Pariser Olympia und erhielt 1978 den „Prix du public“ des Festivals von Spa.
1979 gelang ihm der Durchbruch als Sänger mit dem selbst geschriebenen Lied Je l’aime à mourir, einer Auskopplung aus seiner zweiten LP, Les chemins de traverse. Seitdem hat Cabrel einen festen Platz im französischen Chanson. Je l'aime à mourir veröffentlichte er unter dem Titel La quiero a morir auf dem 1980 in Kolumbien erschienenen gleichnamigen Album in einer spanischen Fassung. Das Lied wurde später von der kolumbianischen Sängerin Shakira zweisprachig gecovert und wurde 2012 in dieser Version ein Nummer-eins-Hit in Frankreich. Ein weiterer erfolgreicher Titel aus Les Chemins de traverse war C'était l'hiver über eine junge Selbstmörderin.
1980 verkauft sich seine nächste LP, Fragile, eine Million Mal. Die bekanntesten Titel dieses Albums sind La Dame de Haute-Savoie, L'Encre de tes yeux und Je pense encore à toi.
Cabrels Musik zeichnet sich durch anspruchsvolle Harmonien und meist einfühlsame Texte aus, denen er mit warmer Stimme und leichtem südfranzösischem Akzent Ausdruck verleiht. Auch Rock ’n’ Roll, Folk und Blues, die ihn bereits in der Jugend beeinflussten, prägen bis heute sein Werk. Seine Texte handeln vom Leben, Lebensart und Heimat, der Liebe und der Freundschaft und üben oft soziale Kritik (z. B. an Rassismus). La Corrida ist ein Pamphlet gegen den Stierkampf aus seinem Album Samedi soir sur la Terre (1994), das in Frankreich über eine Million Mal verkauft wurde.
Cabrel war Duettpartner von Musikern wie Jean-Jacques Goldman, Daniel Lavoie, France Gall, Maxime Le Forestier, Isabelle Boulay und Roch Voisine. Er gehört zur Stammbesetzung der Enfoirés.
Francis Cabrel hat nie Lieder in englischer Sprache aufgenommen, aber gelegentlich englische Songs mit eigenen französischen Texten versehen. Von mehreren seiner Lieder singt er spanische und italienische Versionen in Konzerten und veröffentlichte sie auf CDs. Außerdem schreibt er Chansons für andere Künstler, u. a. für Patricia Kaas und Johnny Hallyday.
Cabrel, der sich als nicht praktizierender Katholik bezeichnet, lebt im Ort seiner Kindheit, Astaffort, wo er von 1989 bis 2004 Stadtrat war, ein Hotel betreibt, Wein anbaut und eine historische Kornhalle renovieren ließ, die seither als Veranstaltungsort dient. Mit seiner gleichaltrigen Ehefrau Mariette, die er 1970 kennenlernte und 1974 in Vianne heiratete, hat er zwei leibliche Töchter und eine Adoptivtochter.

## Diskografie
Studioalben

| Jahr | Titel Musiklabel Katalog-Nr.                             | Höchstplatzierung, Gesamtwochen, AuszeichnungChartplatzierungen (Jahr, Titel, Musiklabel Katalog-Nr., Platzierungen, Wochen, Auszeichnungen, Anmerkungen) | Höchstplatzierung, Gesamtwochen, AuszeichnungChartplatzierungen (Jahr, Titel, Musiklabel Katalog-Nr., Platzierungen, Wochen, Auszeichnungen, Anmerkungen) | Höchstplatzierung, Gesamtwochen, AuszeichnungChartplatzierungen (Jahr, Titel, Musiklabel Katalog-Nr., Platzierungen, Wochen, Auszeichnungen, Anmerkungen) | Anmerkungen |
| Jahr | Titel Musiklabel Katalog-Nr.                             | FR | BEW | CH | Anmerkungen |
| ---- | -------------------------------------------------------- | --- | --- | --- | --- |
| 1977 | Les murs de poussière CBS 82263                          | FR111 a Platin · (3 Wo.)FR | — | — | 2015 wiederveröffentlicht in einer neu bearbeiteten Remastered-Version als CD (CBS 460097 2) Verkäufe: + 300.000 |
| 1979 | Les chemins de traverse CBS 83433                        | FR131 a ×2Doppelplatin · (2 Wo.)FR | — | — | 2015 wiederveröffentlicht in einer neu bearbeiteten Remastered-Version als CD (CBS 460100 2) Verkäufe: + 600.000 |
| 1980 | Fragile b CBS 84382                                      | FR112 a Diamant · (3 Wo.)FR | — | — | 2015 wiederveröffentlicht in einer neu bearbeiteten Remastered-Version als CD (CBS 465007 2) Verkäufe: + 1.000.000 |
| 1981 | Carte postale c CBS S85743                               | FR142 a ×2Doppelplatin · (2 Wo.)FR | — | — | Verkäufe: + 600.000 |
| 1983 | Quelqu’un de l’intérieur CBS 25639                       | FR118 a ×2Doppelplatin · (2 Wo.)FR | — | — | 2015 wiederveröffentlicht in einer neu bearbeiteten Remastered-Version als CD (CBS 466488 2) Verkäufe: + 650.000 |
| 1985 | Photos de voyages CBS 26715                              | FR154 a ×2Doppelplatin · (2 Wo.)FR | — | — | 2015 wiederveröffentlicht in einer neu bearbeiteten Remastered-Version Verkäufe: + 650.000 |
| 1989 | Sarbacane CBS 4634621                                    | FR59 Diamant · (12 Wo.)FR | — | CH— PlatinCH | Erstveröffentlichung: 19. Mai 1989 Charteinstieg in FR erst 1999; 2015 wiederveröffentlicht in einer neu bearbeiteten Remastered-Version Verkäufe: + 1.200.000 |
| 1994 | Samedi soir sur la Terre Columbia 475949 2               | FR22 Diamant · (70 Wo.)FR | BEW4 ×4Vierfachplatin · (116 Wo.)BEW | CH— ×2DoppelplatinCH | Erstveröffentlichung: 4. April 1994 Charteinstieg in FR erst 1996, in BEW erst 1995; 2015 wiederveröffentlicht in einer neu bearbeiteten Remastered-Version, die CD befindet sich in einem als Buch gestalteten Pappcover Verkäufe: + 3.200.000 |
| 1997 | Sol en si                                                | FR3 (17 Wo.)FR | BEW4 (93 Wo.)BEW | — | Erstveröffentlichung: 6. Oktober 1997 mit Michel Jonasz, Catherine Lara, Maxime Le Forestier, Maurane, Alain Souchon & Zazie |
| 1999 | Hors-saison Columbia COL 494202 2                        | FR1 Diamant · (81 Wo.)FR | BEW1 ×2Doppelplatin · (55 Wo.)BEW | CH— PlatinCH | Erstveröffentlichung: 29. März 1999 2015 wiederveröffentlicht in einer neu bearbeiteten Remastered-Version, meistverkauftes Album des Jahres 1999 in Frankreich, die CD befindet sich in einem als Buch gestalteten Pappcover Verkäufe: + 1.160.000                                                                                                |
| 2004 | Les beaux dégâts Columbia COL 516 307 2                  | FR1 ×2Doppelplatin · (78 Wo.)FR | BEW1 Gold · (55 Wo.)BEW | CH3 Gold · (18 Wo.)CH | Erstveröffentlichung: 17. Mai 2004 2015 wiederveröffentlicht in einer neu bearbeiteten Remastered-Version Verkäufe: + 635.000 |
| 2008 | Des roses & des orties Sony BMG 88697271472              | FR1 Diamant · (112 Wo.)FR | BEW1 ×2Doppelplatin · (121 Wo.)BEW | CH3 Platin · (33 Wo.)CH | Erstveröffentlichung: 28. März 2008 die CD befindet sich in einem als Buch gestalteten Pappcover; zeitgleich erschien in limitierter Auflage ein Vinyl-Album, bestehend aus einer LP mit den von Cabrel komponierten Liedern und einer Maxi-Single mit drei Coverversionen auch als Doppel-LP erschienen (Columbia B0025UAF9Y) Verkäufe: + 820.000 |
| 2012 | Vise le ciel ou Bob Dylan revisité Chandelle 88725466522 | FR1 ×2Doppelplatin · (24 Wo.)FR | BEW1 Gold · (40 Wo.)BEW | CH10 (9 Wo.)CH | Erstveröffentlichung: 22. Oktober 2012 Tributealbum für Bob Dylan; auch als Vinyl-Langspielplatte erschienen (Columbia 88725466541) Verkäufe: + 210.000 |
| 2015 | In extremis Sony Music 0888750856524                     | FR1 ×3Dreifachplatin · (78 Wo.)FR | BEW1 Platin · (81 Wo.)BEW | CH2 (37 Wo.)CH | Erstveröffentlichung: 27. April 2015 auch als Doppel-LP erschienen (Sony Music 0888750856517) Verkäufe: + 320.000 |
| 2020 | Rock ’n’ Roll Show                                       | FR42 (3 Wo.)FR | BEW57 (3 Wo.)BEW | — | mit Dick Rivers & les Parses |
| 2020 | À l’aube revenant                                        | FR1 ×2Doppelplatin · (54 Wo.)FR | BEW1 (56 Wo.)BEW | CH1 (16 Wo.)CH | Erstveröffentlichung: 16. Oktober 2020 Verkäufe: + 200.000 |

grau schraffiert: keine Chartdaten aus diesem Jahr verfügbar

- Todo aquello que escribi (CBS S-84591, dieses Album ist eine in Spanien erschienene Version des Albums Fragile mit teilweise spanischen Texten, die Reihenfolge der Lieder wurde beibehalten)
- La quiero a morir (CBS 14 1418, in Kolumbien erschien dieses Album mit dem Cover von Fragile und weitgehend spanischen Texten, die Reihenfolge der Lieder wurde geändert, der Inhalt entspricht nur teilweise der spanischen Ausgabe, einziges französisch gesungenes Lied ist Je l’aime à mourir, das in spanischer Version als La quiero a morir ebenfalls auf dem Album erschien)

- La postal (CBS, die Titelliste ist weitgehend identisch mit der des Albums Carte postale; Carte postale, Répondez-moi und Ma place dans le trafic sind in spanischer Sprache vorgetragen, La fille du square ist identisch mit Comme une madone oubliée, 2015 wiederveröffentlicht in einer neu bearbeiteten Remastered-Version)